# Сонжа
Сонжа — река в России, протекает в Первомайском и Даниловском районах Ярославской области. Устье реки находится по правому берегу реки Соть в 73 км от её устья. Длина реки составляет 12 км.
Сельские населённые пункты около реки: Первомайский район — Шильшиново, Шарманово, Заболотье; Даниловский район — Макарово, Шапкино, Вологдино, Княщина, Мельниково, Юрино.
Около Заболотья реку пересекают автомагистраль М8 «Москва — Архангельск» и железная дорога Данилов — Вологда.

## Данные водного реестра
По данным государственного водного реестра России относится к Верхневолжскому бассейновому округу, водохозяйственный участок реки — Волга от Рыбинского гидроузла до города Кострома, без реки Кострома от истока до водомерного поста у деревни Исады, речной подбассейн реки — Волга ниже Рыбинского водохранилища до впадения Оки. Речной бассейн реки — (Верхняя) Волга до Куйбышевского водохранилища (без бассейна Оки).
Код водного объекта в государственном водном реестре — 08010300212110000011610.